# Hermippus arcus
Hermippus arcus är en spindelart som beskrevs av Rudy Jocqué 1989. Hermippus arcus ingår i släktet Hermippus och familjen Zodariidae.
Artens utbredningsområde är Tanzania. Inga underarter finns listade i Catalogue of Life.